# Parafia Matki Bożej Królowej Świata w Dobrej Szczecińskiej
Parafia pod wezwaniem Matki Bożej Królowej Świata w Dobrej Szczecińskiej – parafia rzymskokatolicka należąca do dekanatu Szczecin-Pogodno, archidiecezji szczecińsko-kamieńskiej, metropolii szczecińsko-kamieńskiej. Prowadzą ją Franciszkanie. Siedziba parafii mieści się w Dobrej Szczecińskiej. Do parafii należą miejscowości Dobra, Grzepnica i Płochocin.

## Historia
Parafia została wydzielona z parafii w Wołczkowie decyzją abp. Kazimierza Majdańskiego 7 stycznia 1985 roku. Oprócz Dobrej weszły do niej następujące miejscowości: Buk, Rzędziny, Łęgi, Stolec, Grzepnica i Płochocin. Oprócz kościoła w Dobrej do obsługi duszpasterskiej pozostały kościoły w Buku i Stolcu oraz kaplica w Rzędzinach. Od czerwca 1988 r. opiekę nad młodą parafią przejęła Prowincja Gdańska franciszkanów. 15 marca 2025r. do domu Ojca odszedł o. Benedykt Nadolny, był pierwszym księdzem, który umarł w klasztorze w Dobrej.
25 sierpnia 2012 r. wydzielono z niej parafię w Buku w której skład weszły Buk, Stolec i Rzędziny.

## Kościół parafialny
Kościół pw. Matki Bożej Królowej Świata w Dobrej